# St. Konrad von Parzham (Ruhla)

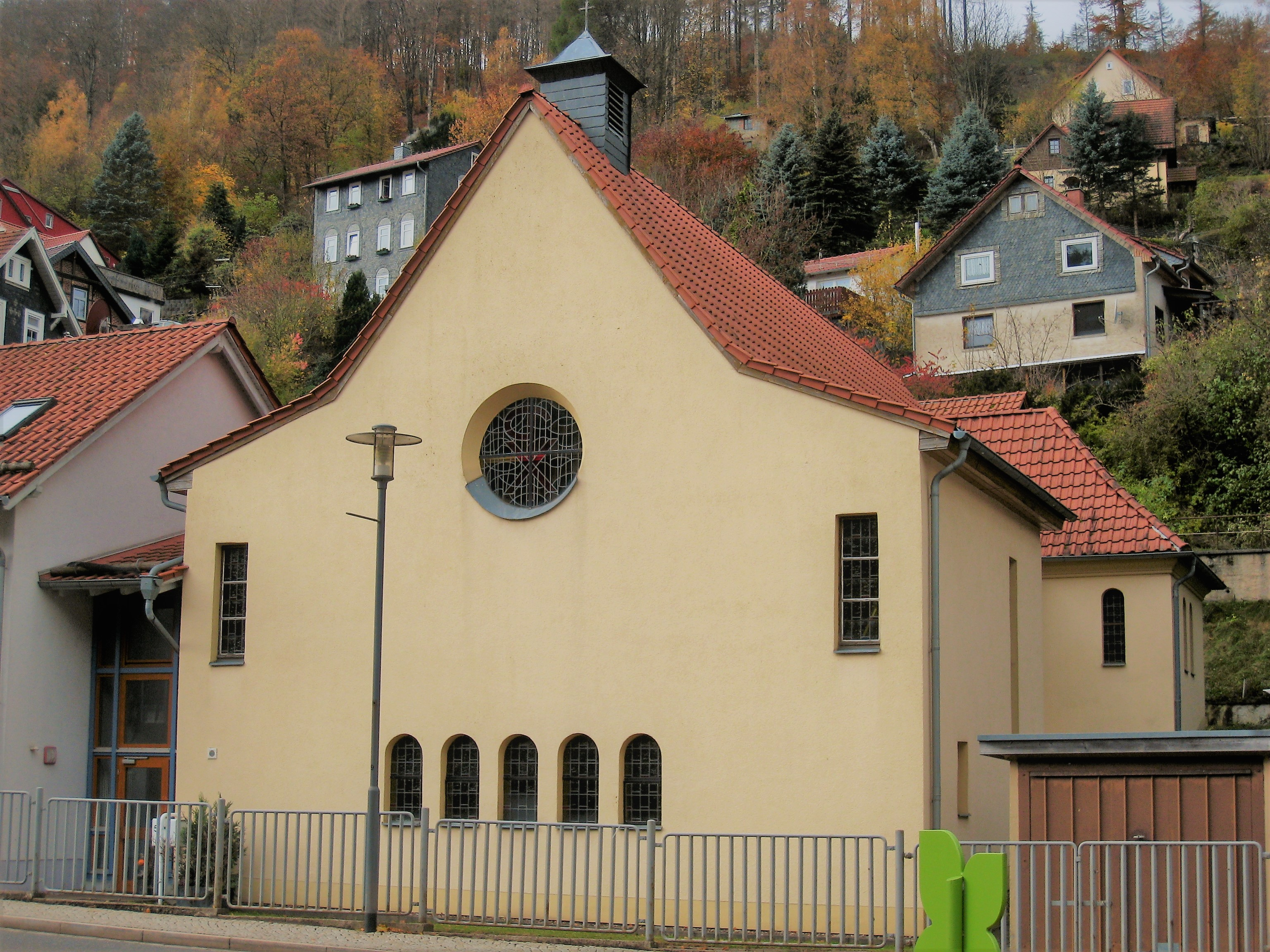
Römisch-Katholische Kirche St. Konrad von Parzham in Ruhla

Die römisch-katholische Filialkirche St. Konrad von Parzham steht in Ruhla im thüringischen Wartburgkreis. Sie ist Filialkirche der Pfarrei St. Elisabeth Eisenach im Dekanat Meiningen des Bistums Erfurt. Sie trägt das Patrozinium der heiligen Konrad von Parzham.

## Geschichte
1253 wurde das Wilhelmiterkloster Weißenborn (heute Thal) gegründet; die umliegenden Gemeinden wurden, bis zur Aufhebung des Klosters 1536 in der Reformation, von dort aus seelsorgerisch betreut, so auch Ruhla. Bekannt ist, dass es um 1506 eine erste Kirche in Ruhla gab, die oberhalb der heutigen evangelischen St.-Trinitatis-Kirche stand.
Den ersten römisch-katholischen Gottesdienst seit der Reformation gab es 1929 in Ruhla. Bis 1986 war Ruhla eine Außenstation der Pfarrgemeinde Eisenach. 1936 wurde ein Grundstück für den Bau einer neuen Kirche erworben. Das alte Gotteshaus war durch Zuzug zu klein geworden. Am 29. März 1937 wurde die neue Kirche dem Patron Konrad von Parzham geweiht. Im September 1937 wurde eine Statue des Heiligen Konrad von Parzham eingeweiht, die eine Kopie der Statue aus dem Museum in Altötting ist, wo der Hl. Konrad von Parzham im Kapuzinerkloster wirkte. 1948 wurde das erste Mal seit der Reformation in Ruhla das Sakrament der Firmung gespendet. Die Firmung fand in der evangelischen St. Concordia Kirche durch Bischof Adolf Bolte aus Fulda statt. Ebenso fand 1949 die erste Fronleichnamsprozession in Ruhla statt. Der Chorraum wurde 1965 an die Reformen des II. Vatikanums angepasst und der neue Altar durch Bischof Hugo Aufderbeck am 27. März 1966 geweiht. Von Juni bis Oktober 1986 wurde die Kirche saniert und 1996 das Pfarrhaus neu errichtet. Seit 2001 bildeten die Pfarreien Ruhla und Eisenach einen Pfarrverband und Ruhla hat keinen eigenen Pfarrer mehr. Am 1. Januar 2005 wurde die Pfarrei aufgelöst und ist Bestandteil der Pfarrei Eisenach. Im Sommer 2005 erfolgte eine erneute Sanierung der Kirche.